# 高木敦史
高木 敦史（たかぎ あつし、1979年3月3日 -）は、日本の小説家・ライトノベル作家。

## 来歴
福島県出身。福島県立安積高等学校、早稲田大学第二文学部卒業。2009年、『なしのつぶて』（『“菜々子さん”の戯曲』と刊行時に改題）で第13回角川学園小説大賞優秀賞を受賞。
2010年7月、『“菜々子さん”の戯曲』で角川スニーカー文庫から発売、作家デビュー。
デビュー作である『“菜々子さん”の戯曲』は、「このライトノベルがすごい! 2012年」において、53位にランクインするなど、一定の評価を得る。

## 作品

### “菜々子さん”の戯曲
イラスト：笹森トモエ
- “菜々子さん”の戯曲 Nの悲劇と縛られた僕（2010年7月 角川スニーカー文庫）
- “菜々子さん”の戯曲 小悪魔と盤上の12人（2010年10月 角川スニーカー文庫）

### メイド様の裏マニュアル
イラスト：穂里みきね
- メイド様の裏マニュアル トラブル1：俺より強くなった場合（2012年10月 角川スニーカー文庫）
- メイド様の裏マニュアル トラブル2：アイツが囚われの姫になった場合（2013年2月 角川スニーカー文庫）

### 幽霊お悩み相談室
イラスト：鈴木マナツ
- 幽霊お悩み相談室 (1) 見える、聞こえる、とり憑かれる？（2021年5月 ポプラキミノベル）
- 幽霊お悩み相談室 (2) 幽霊屋敷の転校生!?（2021年10月 ポプラキミノベル）

### その他の小説
- 演奏しない軽音部と4枚のCD（2014年3月 ハヤカワ文庫JA）
- お口直しには、甘い謎を（2015年11月 幻冬舎文庫）
- 鉢町あかねは壁がある カメラ小僧と暗室探偵（2016年6月 角川文庫）
- のど自慢殺人事件（2017年 祥伝社文庫）
- 僕は君に爆弾を仕掛けたい。（2018年9月 角川スニーカー文庫） - イラスト：遠坂あさぎ
- 僕と彼女の嘘つきなアルバム（2019年11月 角川文庫）
- さよならが言えるその日まで（2020年2月 講談社）
- かくされた意味に気がつけるか？ 3分間ミステリー 闇の中の真実（2020年12月 ポプラ社）